# Kleisloot (Groningen)
De Kleisloot of Cleysloot was een watergang in de Nederlandse stad Groningen. Hij vormde een voorloper van het Boterdiep. Op de westelijke oever van de Kleisloot bevond zich Walfridusweg naar Bedum. Hier loopt nu de Bedumerweg.
De in de 14de eeuw gegraven Kleisloot liep van de kop van de Korreweg tot aan de Hunze bij het tegenwoordige Noorderhoogebrug. De voornaamste functie van de Kleisloot was vervoer over water. Het had geen open verbinding met de Hunze en door middel van een overtoom werden de boten over de zuidelijke dijk van deze rivier getrokken. De noordelijke dijk had hier eveneens een overtoom om de aansluiting met het Zuidwoldermaar, die van Noorderhogebrug naar Plattenburg bij Noordwolde liep, te bewerkstelligen.

Zowel de Kleisloot als het Zuidwoldermaar werden later onderdeel van het Boterdiep. De Kleisloot werd daartoe naar het zuiden verlengd tot nabij de Turfsingel in de stad Groningen.
Er is in de stad Groningen nog altijd een restant zichtbaar van de Kleisloot / het Boterdiep: het gedeelte parallel aan de Bedumerweg en de Soendastraat tussen de Molukkenstraat en de Floresstraat.
De Groningse Kleisloot moet niet verward worden met het veenriviertje Kleisloot bij Harkstede en Lageland.